# چلاماره
چلاماره (به ایتالیایی: Cellamare) یک کومونه در ایتالیا است که در استان باری واقع شده‌است.
 چلاماره ۵ کیلومتر مربع مساحت و ۵٬۵۰۷ نفر جمعیت دارد و ۱۱۰ متر بالاتر از سطح دریا واقع شده‌است.

## خواهرخوانده
شهر مارتس خواهرخواندهٔ چلاماره هست.